# Onpartijdigheidsbeginsel
Het onpartijdigheidsbeginsel wordt weergegeven in het Latijnse adagium nemo judex in causa sua: niemand mag rechter in zijn eigen zaak zijn. In een nog ruimere zin betekent dit, dat geen enkele rechter een casus mag behandelen waarmee hij of zij iets mee te maken heeft.

## Andere benamingen
- Nemo iudex idoneus in propria causa est
- Nemo iudex in parte sua
- Nemo iudex in re sua
- Nemo debet esse iudex in propria causa
- In propria causa nemo judex